# Sussy Vargas Alvarado

Sussy Vargas Alvarado

Sussy Vargas Alvarado (San José, 1967) es una artista costarricense que viene trabajando en arte e investigación desde 1996.

## Trayectoria
En el 2007, Vargas Alvarado obtiene la Maestría en estudios Teóricos del Diseño, el Producto y la Imagen en la Universidad Veritas, esto lo logró con su proyecto: Huellas, Vestigios, Memoria.
Entre el año 2009 y el año 2011, Vargas Alvarado realizó los estudios para obtener la Maestría en Propiedad Intelectual en la UNED (Universidad Estatal a Distancia); enfocándose en Propiedad Intelectual para Creadores Visuales,en este momento es aspirante para defender su tesis ..

## Exposiciones
Vargas Alvarado ha participado en múltiples exposiciones colectivas e individuales con sus trabajos artísticos desde el inicio de su carrera, pero además ha trabajado en importantes investigaciones sobre la historia de la fotografía costarricense, tales como "Historia de la Fotografía en Costa Rica" 1847-2000, junto a Ileana Alvarado y Efraím Hernández y  I Parte: “La fotografía: el otro archivo histórico, sus técnicas alternativas, conservación y experimentación”, junto a Adela Marín y Ana Muñoz.
Entre los trabajos realizados por Vargas destacan la asesoría en Proyectos de Fotografía histórica e investigación desde 1996, asesorías en Propiedad Intelectual y derechos de autor desde 2012, junto su labor como educadora desde el año 2000 en la Universidad Veritas en cursos como Técnicas de Investigación, Fotografía análoga y digital, Fotografía experimental, Fotografía Conceptual, Propiedad Intelectual, Historia de la Fotografía en Costa Rica, y Latinoamérica y otros.

## Investigaciones
Entre sus investigaciones de mayor relevancia se encuentran: 
- Una mirada del tiempo. Historia de la fotografía en Costa Rica 1848-2003.[2]
- GRAFITICA: Gráfica Popular Costarricense.[2]

## Premios y reconocimientos
Vargas Alvarado ha sido ganadora de muchos galardones, entre ellos, el más reciente es la Beca Carmen Naranjo para las Artes Literarias junto a Carolina Goodfellow para la publicación de su Proyecto llamado "Gráfica Popular Costarricense".